# Euro Hockey Tour 2005-2006
L'Euro Hockey Tour  2005-2006 è la X stagione del torneo per nazionali Euro Hockey Tour. È iniziato il 1 settembre  2005 e si è conclusa il 1 maggio 2006. Si sono disputate un totale di 24 partite, 12 per ogni squadra. La stagione è costituito dalla Karjala Cup, dalla Channel One Cup, dagli Oddset Hockey Games e dai Kajotbet Hockey Games.

## Risultato Finale
| Squadra   | PG | V | P | N | GF | GS | Pt. | VOT | POT | VR | PR |
| --------- | -- | - | - | - | -- | -- | --- | --- | --- | -- | -- |
| Russia    | 12 | 8 | 2 | 0 | 40 | 28 | 26  | 0   | 2   |    |    |
| Svezia    | 12 | 6 | 4 | 0 | 32 | 24 | 22  | 2   | 0   |    |    |
| Finlandia | 12 | 4 | 5 | 0 | 22 | 26 | 17  | 2   | 1   |    |    |
| Rep. Ceca | 12 | 1 | 8 | 0 | 27 | 43 | 7   | 1   | 2   |    |    |

Legenda: PG = partite giocate; V = vittorie; P = sconfitte; N = pareggi; GF e GS = gol fatti e gol subiti; Pt. = punti; VOT e POT = vittorie e sconfitte dopo i tempi supplementari; VR e PR = vittorie e sconfitte dopo i tiri di rigore

### Finali
Le finali si disputarono a Stoccolma alla Globe Arena il 1º maggio 2006. Si disputarono nell'arco di una partita unica. La Russia batté i padroni di casa per 2-1 e vinse l'EHT. La Finlandia raggiunse il terzo posto con una vittoria per 3-2 sulla Repubblica Ceca.

#### Finale 1º/2º posto
| 1º maggio 2006 | Russia E. Malkin 27:51 (PP) D. Zaripov 35:23 (ES) | 2-1 | Svezia N. Bäckström 31:07 (PP) | Globe Arena Stoccolma, Svezia |

##### Finale 3º/4º posto
| 1º maggio 2006 | Finlandia V. Peltonen 29:30 (PS) J. Hentunen 31:39 (ES) J. Rita 38:30 (ES) | 3-2 | Rep. Ceca I. Prorok 08:12 (ES) J. Balaštík 13:29 (ES) | Globe Arena Stoccolma, Svezia |